# Heritage (golf)
El Heritage Golf Classic es un torneo masculino de golf que se disputa desde 1969 en Hilton Head Island, Carolina del Sur, Estados Unidos. Es uno de los cinco torneos por invitación del PGA Tour.
El torneo tiene lugar a mediados de abril, una semana después del Masters de Augusta, y se juega en el Harbour Town Golf Links del Sea Pines Resort, un campo diseñado por Pete Dye y Jack Nicklaus. Tiene una bolsa de premios de 5,8 millones de dólares, de los que el ganador recibe 1 millón.
Desde 1970, el Heritage se emite en Estados Unidos por la cadena de televisión CBS.

## Ganadores
Davis Love III ostenta el récord de victorias en el Heritage con cinco. Hale Irwin y Stewart Cink obtuvieron tres, y otros siete golfistas lograron dos.
| Año  | Ganador           |
| ---- | ----------------- |
| 1969 | Arnold Palmer     |
| 1970 | Bob Goalby        |
| 1971 | Hale Irwin        |
| 1972 | Johnny Miller     |
| 1973 | Hale Irwin        |
| 1974 | Johnny Miller     |
| 1975 | Jack Nicklaus     |
| 1976 | Hubert Green      |
| 1977 | Graham Marsh      |
| 1978 | Hubert Green      |
| 1979 | Tom Watson        |
| 1980 | Doug Tewell       |
| 1981 | Bill Rogers       |
| 1982 | Tom Watson        |
| 1983 | Fuzzy Zoeller     |
| 1984 | Nick Faldo        |
| 1985 | Bernhard Langer   |
| 1986 | Fuzzy Zoeller     |
| 1987 | Davis Love III    |
| 1988 | Greg Norman       |
| 1989 | Payne Stewart     |
| 1990 | Payne Stewart     |
| 1991 | Davis Love III    |
| 1992 | Davis Love III    |
| 1993 | David Edwards     |
| 1994 | Hale Irwin        |
| 1995 | Bob Tway          |
| 1996 | Loren Roberts     |
| 1997 | Nick Price        |
| 1998 | Davis Love III    |
| 1999 | Glen Day          |
| 2000 | Stewart Cink      |
| 2001 | José Cóceres      |
| 2002 | Justin Leonard    |
| 2003 | Davis Love III    |
| 2004 | Stewart Cink      |
| 2005 | Peter Lonard      |
| 2006 | Aaron Baddeley    |
| 2007 | Boo Weekley       |
| 2008 | Boo Weekley       |
| 2009 | Brian Gay         |
| 2010 | Jim Furyk         |
| 2011 | Brandt Snedeker   |
| 2012 | Carl Pettersson   |
| 2013 | Graeme McDowell   |
| 2014 | Matt Kuchar       |
| 2015 | Jim Furyk         |
| 2016 | Branden Grace     |
| 2017 | Wesley Bryan      |
| 2018 | Satoshi Kodaira   |
| 2019 | Pan Cheng-tsung   |
| 2020 | Webb Simpson      |
| 2021 | Stewart Cink      |
| 2022 | Jordan Spieth     |
| 2023 | Matt Fitzpatrick  |
| 2024 | Scottie Scheffler |